# Kiyoshiro Tsuboi
Kiyoshiro Tsuboi (坪井 清志 Tsuboi Kiyoshiro?, nacido el 1 de febrero de 2000 en Toyama) es un futbolista japonés que juega como delantero.
En 2018, Tsuboi se unió al Tokushima Vortis de la J2 League. Después de eso, jugó en el Blaublitz Akita.

## Trayectoria

### Clubes
| Club             | País  | Año    |
| ---------------- | ----- | ------ |
| Tokushima Vortis | Japón | 2018   |
| Blaublitz Akita  | Japón | 2019 - |

## Estadística de carrera

### J. League
| Club             | Año   | J. League | J. League | Copa J. League | Copa J. League | Total | Total |
| Club             | Año   | Part.     | Goles     | Part.          | Goles          | Part. | Goles |
| ---------------- | ----- | --------- | --------- | -------------- | -------------- | ----- | ----- |
| Tokushima Vortis | 2018  | 0         | 0         | -              | -              | 0     | 0     |
| Blaublitz Akita  | 2019  | 7         | 0         | -              | -              | 7     | 0     |
| Total            | Total | 7         | 0         | 0              | 0              | 7     | 0     |